# Удлинённая треугольная пирамида
Удлинённая треуго́льная пирами́да — один из многогранников Джонсона (J7, по Залгаллеру — М1+П3).
Составлена из 7 граней: 4 правильных треугольников и 3 квадратов. Каждая квадратная грань окружена двумя квадратными и двумя треугольными; среди треугольных граней 1 окружена тремя квадратными, остальные 3 — квадратной и двумя треугольными.
Имеет 12 рёбер одинаковой длины. 3 ребра располагаются между двумя квадратными гранями, 6 рёбер — между квадратной и треугольной, остальные 3 — между двумя треугольными.
У удлинённой треугольной пирамиды 7 вершин. В 3 вершинах сходятся две квадратных грани и одна треугольная; в 3 вершинах сходятся две квадратных и две треугольных грани; в 1 вершине сходятся три треугольных грани.
Удлинённую треугольную пирамиду можно получить из двух многогранников — правильного тетраэдра и правильной треугольной призмы, все рёбра у которых одинаковой длины, — приложив их друг к другу треугольными гранями.

## Метрические характеристики
Если удлинённая треугольная пирамида имеет ребро длины {\displaystyle a}, её площадь поверхности и объём выражаются как
{\displaystyle S=\left(3+{\sqrt {3}}\right)a^{2}\approx 4{,}7320508a^{2},}
{\displaystyle V=\left({\frac {\sqrt {2}}{12}}+{\frac {\sqrt {3}}{4}}\right)a^{3}\approx 0{,}5508638a^{3}.}

## В координатах
Удлинённую треугольную пирамиду с длиной ребра {\displaystyle 2} можно расположить в декартовой системе координат так, чтобы её вершины имели координаты
- {\displaystyle \left(\pm 1;\;-{\frac {\sqrt {3}}{3}};\;\pm 1\right),}
- {\displaystyle \left(0;\;{\frac {2{\sqrt {3}}}{3}};\;\pm 1\right),}
- {\displaystyle \left(0;\;0;\;1+{\frac {2{\sqrt {6}}}{3}}\right).}

При этом ось симметрии многогранника будет совпадать с осью Oz, а одна из трёх плоскостей симметрии — с плоскостью yOz.

## Заполнение пространства
С помощью удлинённых треугольных пирамид, квадратных пирамид (J1) и/или
октаэдров можно замостить трёхмерное пространство без промежутков и наложений (см. иллюстрацию).